# Bighorn Mountains
Bighorn Mountains (ang. Bighorn Mountains) – pasmo górskie w północnym Wyoming i południowej Montanie w Stanach Zjednoczonych będące północno-wschodnią odnogą Gór Skalistych, ciągnące się na długości około 320 km na północ, na obszar Wielkich Równin. Od pasma Absaroka, które tworzy główną grań Gór Skalistych w zachodnim Wyoming, oddziela je szeroka dolina, którą płynie rzeka Bighorn.
Pasmo Bighorn wypiętrzyło się około 70 milionów lat temu. Jakkolwiek wiele cyrków polodowcowych, U-kształtnych dolin i jezior polodowcowych wskazuje na lodowcową przeszłość gór, jedyną pozostałością po niej jest ostatni aktywny lodowiec na stokach góry Cloud Peak.
Najwyższe szczyty pasma znajdują się w Wyoming, na terenie obejmujących 4500 km² Lasów Państwowych Bighorn. Dwa szczyty przekraczają wysokość 3900 m n.p.m.: Cloud Peak (4013 m) i Black Tooth Mountain (3964 m). Kilkanaście innych wznosi się na wysokość do 3650 m. Od wschodu pasmo wznosi się gwałtownie z poziomu prerii do wysokości 2450 m. Jednak Bighorn jest znacznie mniej strome i znacznie niższe od głównego pasma „Rockies”. 
W górach znajdują się źródła rzek Little Bighorn, Tongue i Powder.
Tzw. Bighorn Canyon National Recreation Area to około 120 000 akrów oddanych turystom, w tym jezioro Bighorn, sztuczny zbiornik utworzony na rzece Bighorn. 
Na terenie pasma rozgrywany jest w czerwcu doroczny „ultramaraton” dla zwolenników biegów terenowych. Wykorzystywany jest do tego trudny szlak „Big Horn Trail”. Wyżej położone szlaki są często pokryte śniegiem, który ustępuje jedynie w okresie od czerwca do sierpnia. Od pierwszych dni września w każdej chwili można spodziewać się burz śnieżnych. 
Trzy drogi przecinające pasmo Bighorn zostały uznane za drogi krajobrazowe przez United States Forest Service i władze stanu Wyoming. Są to drogi krajowe nr 14, 14A, i 16.